# Willi Oertig
Willi Oertig (* 25. Februar 1947 in Zürich) ist ein Schweizer Maler, der dem Realismus zugeordnet wird.

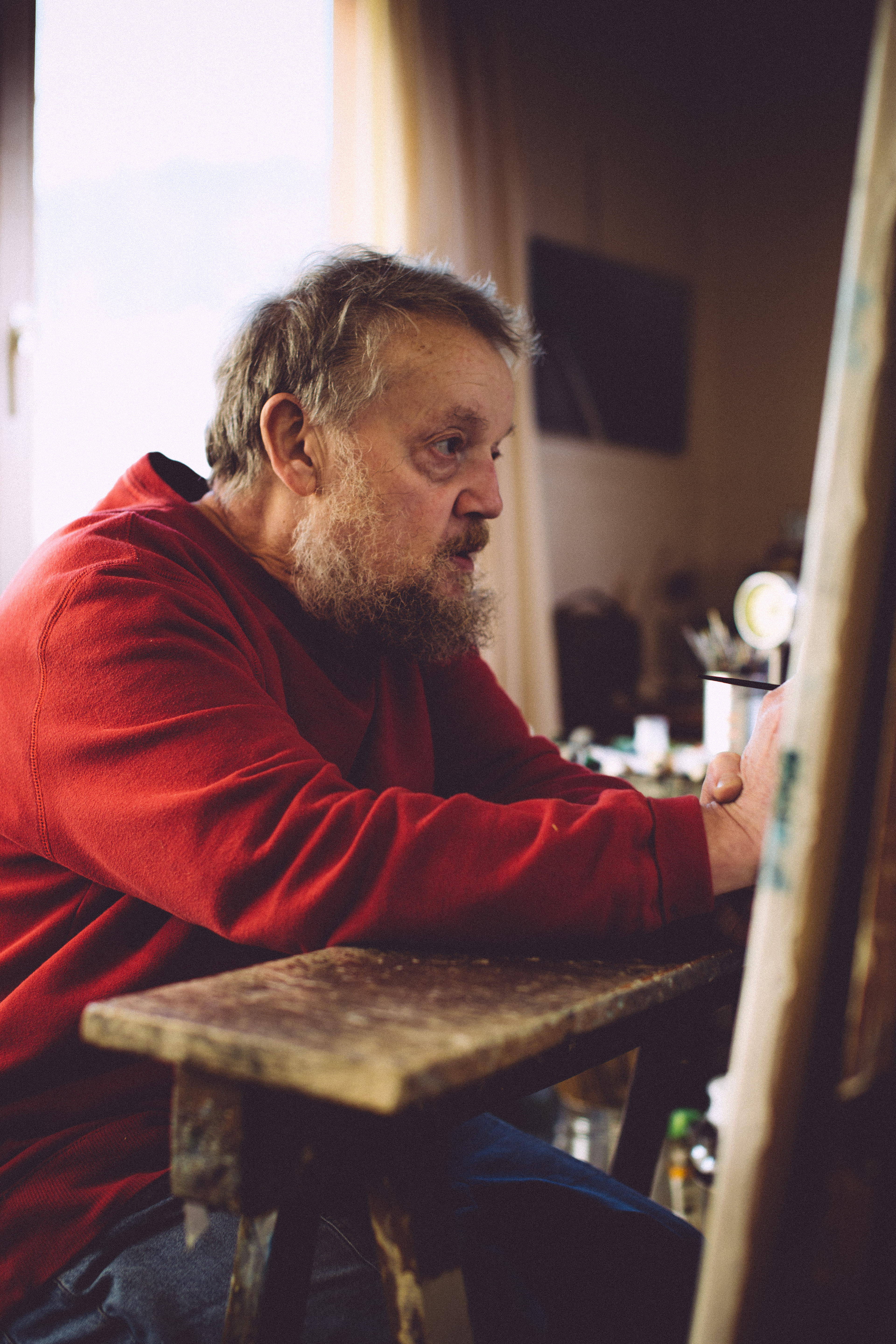
Willi Oertig in seinem Atelier in Kradolf, 2014.

## Leben
Oertig verbrachte seine Kindheit und Jugend in Zürich unter schwierigen Umständen. Zahlreiche Umzüge der fünfköpfigen Familie entwurzelten den jungen Oertig, was sich auf sein späteres Schaffen auswirkte. Nach mehreren abgebrochenen Ausbildungen absolvierte er schliesslich eine Lehre zum Plandrucker, die er erfolgreich abschloss. Sein zeichnerisches Talent fiel bereits seiner Mutter auf, die ihm während seiner Lehrzeit einen Malkasten mit Ölfarben schenkte. Oertigs Entdeckung als Maler datiert aus dem Jahr 1971, als er seine Kunst an einer Ausstellung in den Hallen der Züspa erstmals dem breiten Publikum präsentieren konnte.
Die Siebziger- und Achtzigerjahre verbrachte Oertig in Fägswil bei Rüti im Zürcher Oberland. Die Familie zog 1989 nach Kümmertshausen im Kanton Thurgau. 1994 erfolgte der Umzug nach Kradolf in ein ehemaliges Gasthaus. Befand sich sein Atelier zunächst in einem Fabriksaal der ehemaligen Teigwarenfabrik Ernst, arbeitet Oertig heute im eigenen Atelier gleich neben seinem Wohnhaus. Nach eigenen Angaben hat Oertig inzwischen über tausend Bilder gemalt und viele davon verkauft. Seine eigentliche Kunst sei es, die Bilder „an den Mann zu bringen“. „Vielleicht werden die Leute in hundert Jahren einmal sagen, dass ich kein guter Künstler, dafür aber ein umso besserer Verkäufer war.“

## Werk

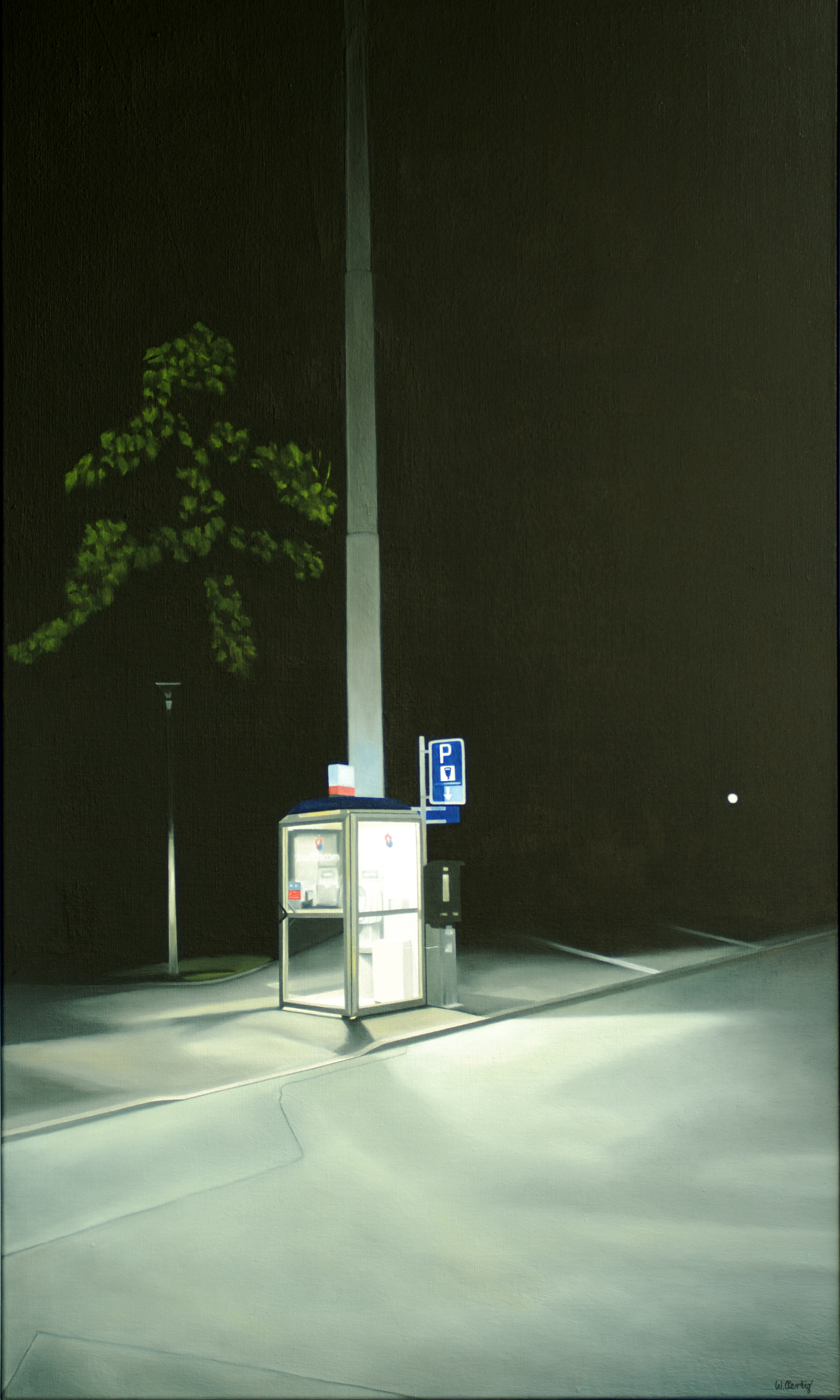
Telefonkabine Locarno, Öl auf Leinwand, 120 × 70 cm, 2013.

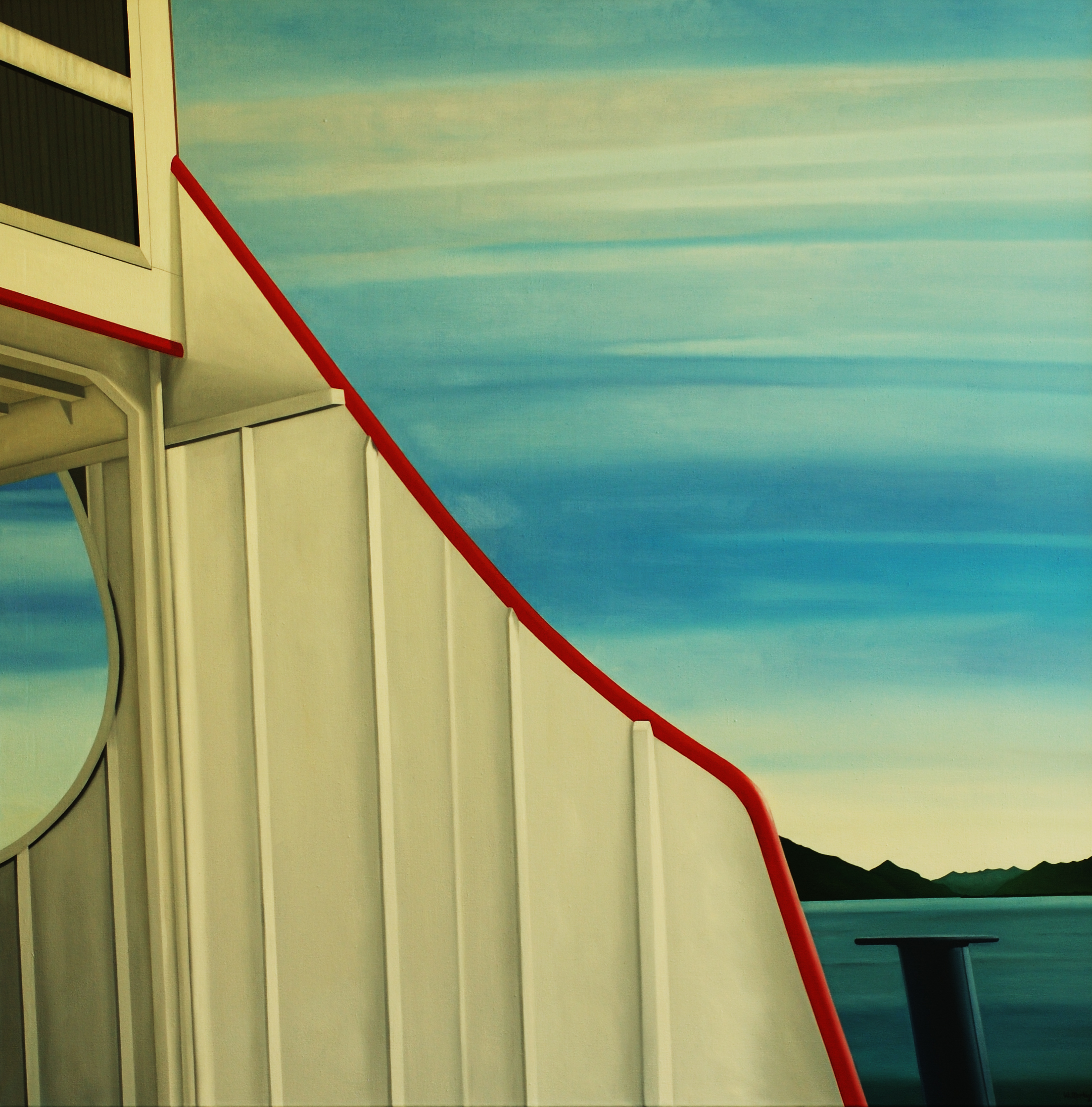
Fähre Lago Maggiore, Öl auf Leinwand, 150 × 150 cm, 2016.

Oertig ist ein Autodidakt. Er bezeichnete die Verarbeitung seiner entwurzelten Jugendzeit als Motor seiner Leidenschaft für das Malen, wobei die Verlassenheit in den Bildern die zentrale Aussage sei. Gelegentlich wird Oertig mit Adolf Dietrich verglichen, einem Naiven Künstler des frühen 20. Jahrhunderts. In seinem Frühwerk gibt es aber auch Parallelen mit Malern wie Emerik Fejes oder Louis Vivin.
Entdeckt wurde Oertig Anfang der Siebzigerjahre mit Naiver Kunst. Seit den Achtzigerjahren dienen ihm eigene Fotoaufnahmen als Vorlagen, wodurch sich sein Werk sukzessive dem Realismus näherte. Oertigs bekannteste Motive sind Tankstellen, verlassene Bootsstege und Schiffe, leere Bahnhöfe oder U-Bahn-Stationen. Er sei der Einzige in der Schweizer Kunstszene, der den öffentlichen Verkehr, Technik und Industrie zeige, sagt Willi Oertig.
2013 ehrte das Kunstmuseum Thurgau Oertig mit einer grossen Retrospektive über sein Schaffen. 2021 übernahm das Museum das gesamte Fotoarchiv des Künstlers mit über 1200 Aufnahmen seit 1971.

## Bekannte Gemälde
- Güterbahnhof, Zürich, 1971. Privatbesitz.
- Palmenhaus, Wien, 1979. Privatbesitz.
- Métro Station Montparnasse-Bienvenue, Paris, 1981. Privatbesitz.
- Aral-Tankstelle, Erlen, 1994. Andy Jllien Fine Art, Zürich.
- Strom Thur 1, 1997. UBS Art Collection.
- Beim Stauwehr, Kradolf, 1999. Kunstmuseum Thurgau.
- Schiff, Lago Maggiore, 2006. Kunstmuseum Thurgau.

## Ausstellungen
- 1971 Erste juryfreie Ausstellung, Züspahallen, Zürich
- 1972 Zürcher Künstler im Helmhaus, Zürich
- 1973 Internationale Naive Kunst, Lugano
- 1974 bis 1991 Regelmässige Ausstellungen im Kunstsalon Wolfsberg, Zürich
- 1976 Stadthaus, Uster
- 1980 Helmhaus, Zürich
- 1987 Galerie Priska Meier, Zell
- 1988 Stadthaus, Uster
- 1993 Kunstverein Frauenfeld
- 1994 bis 2005 Regelmässige Ausstellungen in der Galerie Andy Jllien, Zürich
- 1995 Ausbildungszentrum UBS, Wolfsberg, Ermatingen
- 1996 bis 2007 Regelmässige Ausstellungen in der Galerie Christine Brügger, Bern
- 1997 IG Halle, Rapperswil
- 1997 Ostschweizer Künstler, St. Gallen
- 1999 Galerie Schönenberger, Kirchberg
- 1999 Galerie zur grünen Tür, Uznach
- 2001 Kunstmuseum Thurgau (Gruppenausstellung), Kartause Ittingen
- 2005 Kunsthalle Arbon
- 2008 Kunstverein Frauenfeld
- 2011 Galerie Werner Bommer, Zürich
- 2013 Retrospektive im Kunstmuseum Thurgau, Kartause Ittingen
- 2014 Seemuseum, Kreuzlingen
- 2015 Löwenarena, Sommeri
- 2017 Stadtgalerie Baliere, Frauenfeld
- 2017 Galerie Christine Brügger, Bern
- 2018 Kunstmuseum Thurgau, Kartause Ittingen
- 2018 Löwenarena, Sommeri
- 2018 Galerie Christine Brügger, Bern